# فورت ایندیانتاون گپ
فورت ایندیانتاون گپ (به انگلیسی: Fort Indiantown Gap) یک منطقهٔ مسکونی در ایالات متحده آمریکا است که در پنسیلوانیا واقع شده‌است.